# Kerry Way
La Kerry Way (« voie Kerry », en irlandais : Slí Uíbh Ráthaigh) est un sentier de randonnée pédestre dans le comté de Kerry, en Irlande. Sentier circulaire long de 214 kilomètres, il commence et se termine à Killarney et se parcourt en généralement neuf jours.

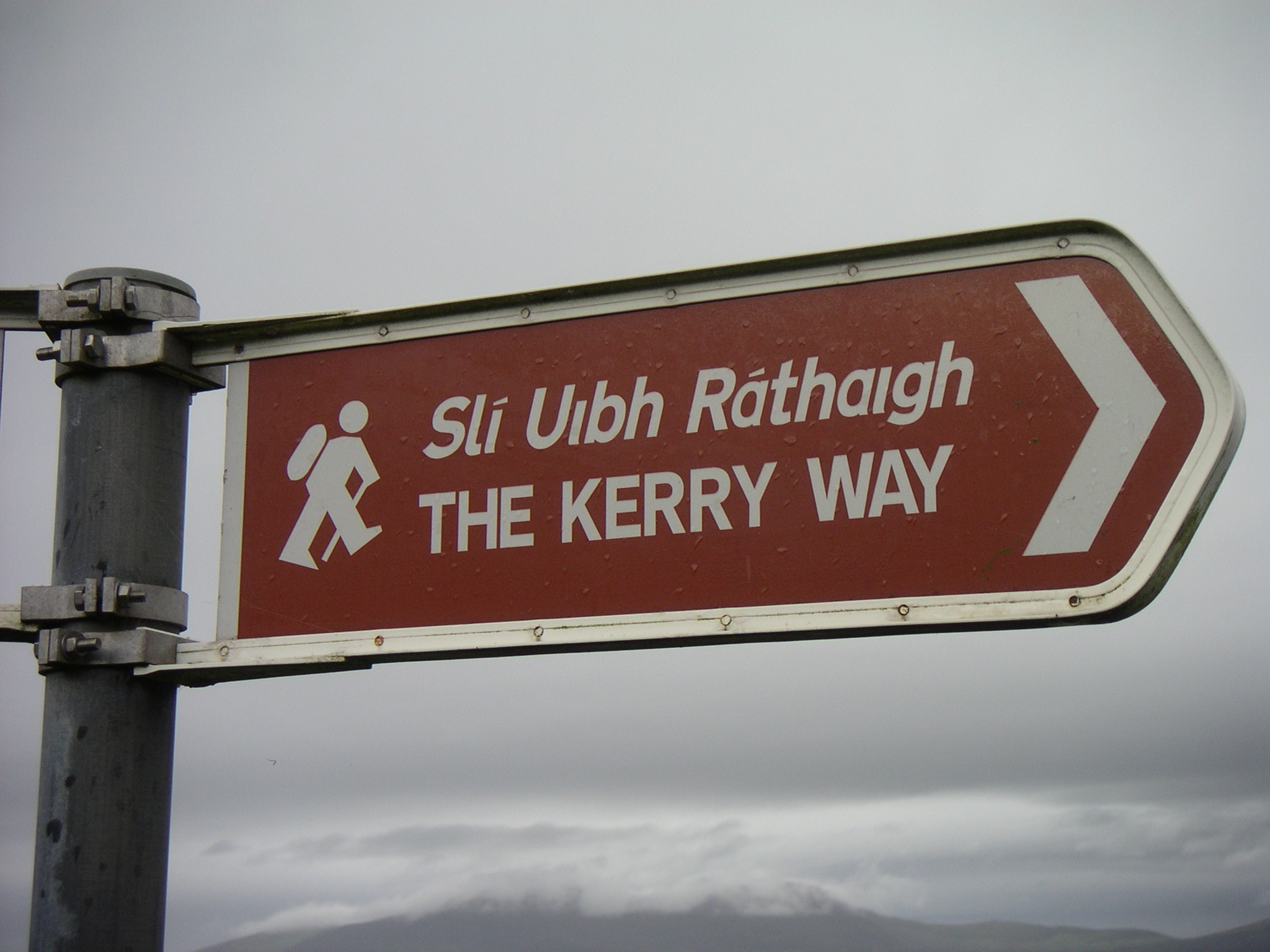
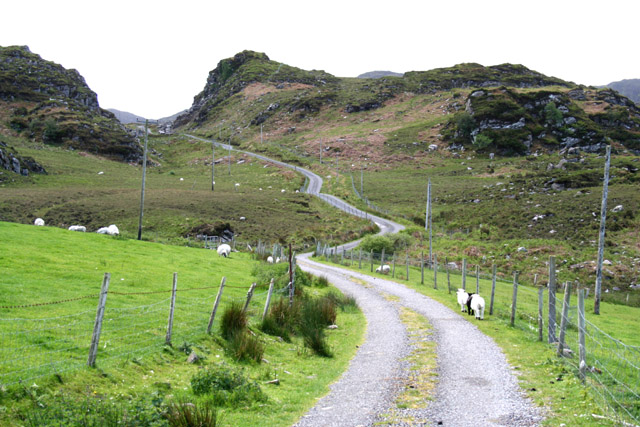
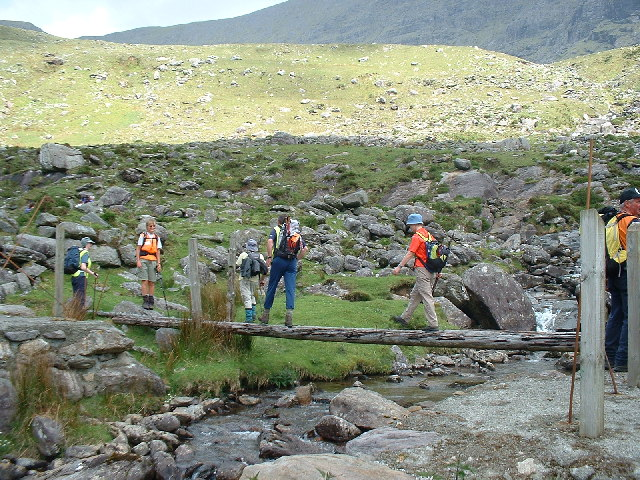